# 季孫 (孟子弟子)
季孫，《孟子外書》又稱為季孫郊，戰國時人，生卒年不詳。趙岐認為是孟子弟子，朱熹則認為季孫是與孟子不同時代之人。朱熹之後，也有說認為季孫其實是春秋時魯國大夫季平子。

## 生平
《孟子》書中，孟子曾引季孫之語，指責子叔自己不受重用，便讓其弟子為卿，太有追求名利的野心了。
《孟子外書》記載，孟子母喪，季孫為其辦理喪車之事。

## 稱號
- 北宋政和五年（1115年）：豐城伯
- 明朝萬曆三十九年（1611年）：先儒季孫氏